# Federico Omar Josué Zárate
Federico Omar Josué Zárate (Jesús María, 6 de enero de 1986) es un político argentino, perteneciente a la Unión Cívica Radical. Actualmente se desarrolla como Secretario de Gobierno y Coordinación en la Municipalidad de la ciudad de Jesús María, Córdoba.
El 1 de mayo de 2023, lanzó su candidatura a la intendencia de la ciudad por Juntos por el Cambio Jesús María.

## Biografía
Nació el 6 de enero de 1986 en la ciudad de Jesús María, provincia de Córdoba. Es el segundo de 4 hermanos. Su abuelo fue intendente y su bisabuelo fue concejal e intendente interino.
Cursó el colegio secundario en el IPEM 272 (Domingo Faustino Sarmiento).
Se casó con Natalia y es papá de Helena y Julia.

## Inicios en política

### Juventud Radical de Jesús María
En el año 2011 empezó a participar en política en la Juventud Radical de Jesús María. En el transcurso ocupó algunos cargos partidarios, departamentales y provinciales dentro de la Juventud. 
Del año 2007 al 2019 trabajó en el Registro del Automotor de la ciudad, donde fue encargado suplente.

### UCR-Concejal
En las elecciones municipales del 2015 fue elegido Concejal de la ciudad de Jesús María.  En el mismo año fue seleccionado por Crea, como uno de los jóvenes líderes de la provincia de Córdoba.
En el año 2016 asumió como vicepresidente segundo del Concejo Deliberante. Del 2017 al 2019 fue presidente del bloque de la UCR, siendo oposición del gobierno local. 

### Jefe de Campaña
En el 2019 asistió como jefe de campaña a Luis Picat, quien se presentó y ganó la elección municipal de la ciudad. 
El mismo año es reelecto Concejal por el bloque “Jesús María de Todos”. En diciembre, solicita una licencia del Concejo Deliberante para encabezar la Secretaría de Gobierno.

## Secretario de Gobierno y Coordinación
Desde el año 2019 hasta la actualidad, ejerce como Secretario de Gobierno de la municipalidad de Jesús María, Córdoba. 
En el año 2021 fue seleccionado como Embajador de la Red de Innovación Local (junto a 19 funcionarios de todo el país).

## Nuevos desafíos
El primero de mayo de 2023, mediante un video subido a sus redes sociales, se presentó como candidato a la Intendencia de la ciudad de Jesús María.